# Scopula anonyma
Scopula anonyma är en fjärilsart som beskrevs av Karl Schawerda 1920. Scopula anonyma ingår i släktet Scopula och familjen mätare. Inga underarter finns listade.